# Hamanova švestka
Hamanova es una variedad cultivar de ciruelo (Prunus domestica), de las denominadas ciruelas europeas,
una variedad de ciruela obtenida en la República Checa como fruta de plántula casual, de la que no se conocen los progenitores. El fruto es mediano, su forma es alargada, típicamente parecida a una ciruela, con una punta roma en la parte superior, piel es dura, de color púrpura a azul oscuro con una capa de pruina azul claro, y pulpa de color amarillo verdoso a amarillo, textura firme y moderadamente jugosa, su sabor es dulcemente suave, muy bueno.

## Sinonimia
- 'Švestka Hamanova',
- 'Prunus domestica Hamanova'.

## Historia
'Hamanova', es una variedad de ciruela de origen checo . Surgió como una plántula aleatoria en Újezd, cerca de Lázně Bělohrad, a principios del siglo XX.

## Características
'Hamanova' árbol de vigor medio fuerte, copa es ampliamente esférica, más tarde bastante extendida y moderadamente densa, el crecimiento fructífero en las ramas es abundante. Los árboles florecen moderadamente tarde y son autopolinizadores. No son especialmente exigentes en cuanto a condiciones de hábitat y técnicas agrícolas, salvo la poda de mantenimiento.
'Hamanova' tiene una talla de tamaño de fruto mediano (el peso promedio ronda los 20 g), su forma es alargada, típicamente parecida a una ciruela, con una punta roma en la parte superior; piel es dura, de color púrpura a azul oscuro con una capa de pruina azul claro; pedúnculo de longitud media; pulpa de color amarillo verdoso a amarillo, textura firme y moderadamente jugosa, su sabor es dulcemente suave, muy bueno.
Hueso pequeño y alargado, la separabilidad de la pulpa de la semilla es muy buena.
Su tiempo de recogida de cosecha se inicia en su maduración en la primera decena de agosto a principios de septiembre.

## Usos
La ciruela 'Hamanova' se comen crudas de fruta fresca en mesa, en macedonias de frutas, pero también en postres, repostería, como acompañamiento de carnes y platos. Se transforma en mermeladas, almíbar de frutas, compotas.

## Características económicas
- Fertilidad, es media precoz, regular y bastante alta.
- Resistencia, es una variedad moderadamente sensible a la viruela, y su resistencia a la podredumbre monilial del fruto es media.[3][5][4]